# (1903) Adzhimushkaj
(1903) Adzhimushkaj es un asteroide perteneciente al cinturón de asteroides descubierto por Tamara Mijáilovna Smirnova desde el Observatorio Astrofísico de Crimea, Naúchni, el 9 de mayo de 1972.

## Designación y nombre
Adzhimushkaj recibió inicialmente la designación de 1972 JL.
Posteriormente, se nombró por la villa de Adzhimushkay, lugar donde tuvo lugar una batalla en la Segunda Guerra Mundial en la que participó la madre de la descubridora.

## Características orbitales
Adzhimushkaj está situado a una distancia media del Sol de 3,003 ua, pudiendo acercarse hasta 2,868 ua. Tiene una excentricidad de 0,04519 y una inclinación orbital de 10,96°. Emplea en completar una órbita alrededor del Sol 1901 días.